# Đảng Xã hội (Bồ Đào Nha)
Đảng Xã hội (tiếng Bồ Đào Nha: Partido Socialista, phát âm [pɐɾˈtiðu susiɐˈliʃtɐ], PS) là một đảng chính trị xã hội-dân chủ ở Bồ Đào Nha. Đảng được thành lập vào ngày 19 tháng 4 năm 1973 tại thành phố Bad Münstereifel của Đức, do các chiến binh từ Bồ Đào Nha Xã hội hành động (tiếng Bồ Đào Nha: Acção Socialista Portuguesa). PS là một trong hai đảng chính trong chính trị Bồ Đào Nha, đối thủ của nó là Đảng Dân chủ Xã hội trung tả (PSD). Vị lãnh đạo hiện tại của PS, và Thủ tướng Bồ Đào Nha, là António Costa. Đảng này hiện có 86 trong số 230 ghế trong Nghị viện Bồ Đào Nha sau cuộc bầu cử tháng 10 năm 2015, tạo thành một chính phủ thiểu số.
PS là thành viên của Liên minh Xã hội Chủ nghĩa xã hội, Đảng Liên minh Tiến bộ và Đảng Xã hội châu Âu, và có tám thành viên trong Quốc hội Châu Âu trong Nhóm Xã hội Chủ nghĩa & Dân chủ (S & D) trong Quốc hội thứ tám.
Đảng Xã hội Chủ nghĩa Xã hội (PS) đã được tạo ra tại một cuộc họp của Tổ chức Xã hội Xã hội Bồ Đào Nha (ASP), vào thời điểm đó lưu vong, vào ngày 19 tháng 4 năm 1973 tại Bad Münstereifel ở Tây Đức. Hai mươi bảy đại biểu đã quyết định thành lập một đảng xã hội chủ nghĩa và tự do, đưa ra một dẫn chiếu rõ ràng đến một xã hội không giai cấp và không có chủ nghĩa Mác, được thiết kế lại như một nguồn cảm hứng chính.

## Lịch sử
Vào ngày 25 tháng 4 năm 1974, cuộc cách mạng Hoa cẩm chướng đã làm giảm chế độ độc tài của Estado Novo, được thành lập năm 1933, và nền dân chủ đã được phục hồi. Tổng Thư ký của PS, Mário Soares, trở về Bồ Đào Nha sau khi lưu vong ở Pháp, và trở thành Bộ trưởng Bộ Ngoại giao, và António de Almeida Santos được bổ nhiệm làm Bộ trưởng Điều phối Liên vùng trong một trong những chính phủ lâm thời đầu tiên.
Sau Cuộc Cách mạng, các cuộc bầu cử đã được kêu gọi vào ngày 25 tháng 4 năm 1975 và Đảng Xã hội (PS) đã giành được cuộc bầu cử năm 1975 cho Quốc hội Lập hiến và các cuộc bầu cử Quốc hội năm 1976, sau đó thua Liên minh Dân chủ trong cuộc bầu cử năm 1979.
Vào năm 1980, PS thành lập liên minh bầu cử được gọi là Mặt trận Cộng hòa và Xã hội chủ nghĩa (FRS), giữa ASDI, do Sousa Franco, và Liên đoàn Leftwing cho Dân chủ Xã hội chủ nghĩa (UEDS) dẫn đầu là Lopes Cardoso. Liên minh thất bại trong việc đánh bại AD.
Họ giành được cuộc tổng tuyển cử năm 1983, nhưng không có đa số tuyệt đối, các nhà xã hội đã thành lập một liên minh lớn với Đảng Dân chủ Xã hội Trung ương (PSD), tạo ra một "Khu vực Trung tâm". Chính phủ mới bắt đầu đàm phán để Bồ Đào Nha gia nhập Cộng đồng Kinh tế Châu Âu (EEC). Năm 1985 Khu vực Trung ương phá vỡ và PS vào thời gian do Almeida Santos dẫn đầu, mất năm 1985 cuộc bầu cử lập pháp. PSD của Cavaco Silva đã giành được cuộc bầu cử năm 1985 và một lần nữa vào năm 1987 và 1991 với đa số tuyệt đối. PS đã phản đối trong hơn mười năm.
Năm 1995, Đảng Xã hội, dưới sự lãnh đạo của António Guterres, đã giành được một cuộc tổng tuyển cử lần đầu tiên trong mười hai năm, và năm 1999, họ không giành được đa số tuyệt đối lịch sử của đảng chỉ bởi một Nghị sĩ. Năm 2001, sau thất bại to lớn trong các cuộc bầu cử địa phương năm 2001, António Guterres từ chức làm Thủ tướng và kêu gọi tổ chức bầu cử mới vào năm 2002. Đảng Xã hội đã thua cuộc tổng tuyển cử năm 2002 bằng một khoản tiền nhỏ cho PSD, người đã thành lập một chính phủ liên minh với Đảng Nhân dân (CDS-PP).
Tháng 6 năm 2004, PS giành được cuộc bầu cử ở Châu Âu năm 2004 bởi một cuộc lở đất, vài tuần sau đó, ông Durão Barroso, lãnh đạo của PSD và Thủ tướng Chính phủ, đã từ chức trở thành Chủ tịch Ủy ban Châu Âu. Vào tháng 12 năm 2004, Jorge Sampaio, Tổng thống của Cộng hòa, đã gọi cuộc bầu cử mới vào tháng 2 năm 2005. Những cuộc bầu cử này đã dẫn đến chiến thắng lở đất cho PS, lần đầu tiên giành chiến thắng kể từ khi thành lập, đa số tuyệt đối. José Sócrates, lãnh đạo của PS, đã trở thành Thủ tướng Chính phủ.
Trong năm 2009, sau 4 năm rưỡi nắm quyền, PS đã mất các cuộc bầu cử Nghị viện Châu Âu cho PSD. Tuy nhiên, họ đã giành được cuộc tổng tuyển cử vào ngày 27 tháng 9 nhưng không thành công trong việc giành lại đa số tuyệt đối họ đã thắng trong cuộc bầu cử năm 2005. PS sau này giới thiệu và lập pháp hôn nhân đồng tính.
Cuộc khủng hoảng tài chính năm 2011 đã làm Bồ Đào Nha rất khó khăn, khiến chính phủ Sócrates áp dụng các biện pháp khắc khổ khắc nghiệt. Vào ngày 23 tháng 3 năm 2011, toàn bộ phe đối lập trong Nghị viện cho biết không có biện pháp mới do chính phủ đề xuất. Do đó, José Sócrates đã từ chức làm Thủ tướng Chính phủ và một cuộc bầu cử sơ khai đã diễn ra vào ngày 5 tháng 6 năm 2011.
Trong cuộc bầu cử, PS phải chịu một sự thất bại lớn, với 28,1% phiếu bầu, mười điểm sau PSD, người thành lập một liên minh khác với CDS-PP. Sócrates đã từ chức Tổng thư ký vào đêm bầu cử sau khi kết quả tồi tệ nhất của PS kể từ năm 1987. Ngày 23 tháng 7 năm 2011, António José Seguro được bầu làm người kế nhiệm Sócrates.
PS, dưới sự lãnh đạo của Seguro, đã giành chiến thắng trong cuộc bầu cử địa phương năm 2013, đạt được những thành tựu đáng kể so với PSD và các Socialist một lần nữa giành chiến thắng trong cuộc bầu cử ở châu Âu vào tháng 5 năm 2014 nhưng lần này chỉ là. Họ giành được 31,5% phiếu chống lại gần 28% liên minh giữa PSD và CDS-PP. Kết quả được coi là khá thất vọng đối với nhiều đảng viên xã hội và những người ủng hộ và ngày 27 tháng 5, António Costa, thị trưởng thành phố Lisbon, tuyên bố ông sẽ đứng dưới sự lãnh đạo của Đảng Xã hội Chủ nghĩa xã hội [7]. António José Seguro từ chối cuộc bầu cử đại hội và lãnh đạo mới và thay vào đó kêu gọi một cuộc bầu cử sơ bộ được tổ chức vào ngày 28 tháng 9 để bầu ứng cử viên của đảng cho Thủ tướng trong cuộc tổng tuyển cử năm 2015.